# Vlag van Badajoz

Onofficiële vlag van de provincie Badajoz

De Spaanse provincie Badajoz voert geen officiële vlag. De onofficiële vlag bestaat uit een blauw veld met in het midden het provinciale wapen. Het wapen is gebaseerd op dat van de stad Badajoz.